# فيكتور راسيك
فيكتور راسيك (بالإنجليزية: Victor Rasuk)‏ هو ممثل أمريكي، ولد في 15 يناير 1984 بنيويورك في الولايات المتحدة. بدأ مشواره المهني سنة 1998.

## أعمال

### أفلام
- (2005) أسياد دوغتاون[5]
- (2008) تشي[6]
- (2013) جوبز
- (2014) غودزيلا[7][8][9]
- (2015) خمسين ظل من جراي
- (2018) مهرب مخدرات[10]

## وصلات خارجية
- فيكتور راسيك على موقع IMDb (الإنجليزية)
- فيكتور راسيك على موقع ألو سيني (الفرنسية)
- فيكتور راسيك على موقع أول موفي (الإنجليزية)
- فيكتور راسيك على موقع قاعدة بيانات الأفلام السويدية (السويدية)
- فيكتور راسيك على موقع قاعدة بيانات الفيلم (الإنجليزية)
- فيكتور راسيك على موقع كينوبويسك (الروسية)